# Gila Gamli'el
Gila Gamli'el (hebrejsky גילה גמליאל‎, v přechýlené podobě Gila Gamli'elová, * 24. února 1974 Gedera), je izraelská politička, poslankyně Knesetu za stranu Likud. Byla ministryní pro sociální rovnost (2015–2020), ministryní ochrany životního prostředí (2020–2021), ministryní zpravodajských služeb (2023–2024) a ministryní vědy a technologie (2024–).

## Biografie
Získala vysokoškolské vzdělání právního směru na Bar-Ilanově univerzitě a na škole Ono Academic College a bakalářský a magisterský titul z dějin Blízkého východu a filozofie na Ben Gurionově univerzitě. Žije v Tel Avivu, je vdaná. Hovoří hebrejsky, arabsky a anglicky.

## Politická dráha
Předsedala jako první žena Národní studentské unii a po tři funkční období byla předsedkyní studentské unie na Ben Gurionově univerzitě. Je členkou organizace New Israel Philosophy Association a Negev Forum.
Do Knesetu nastoupila poprvé po volbách roku 2003, ve kterých kandidovala za stranu Likud. Ve funkčním období 2003–2006 působila jako předsedkyně parlamentního výboru pro status žen, byla členkou výboru pro ekonomické záležitosti, výboru pro vzdělávání, kulturu a sport, výboru pro vědu a technologie a petičního výboru. Ve volebním období 2006–2009 nebyla zastoupena v parlamentu. Do Knesetu se vrátila po volbách roku 2009. V tomto funkčním období zaujala vládní post náměstkyně při úřadu premiéra pro otázky mladých lidí, studentů a žen. V letech 2005–2006 byla náměstkyní ministra zemědělství. V rámci Knesetu se zabývá aktivitami na rozvoj styků mezi Židy a křesťany.
Mandát obhájila rovněž ve volbách v roce 2013 a volbách v roce 2015. Ve čtvrté Netanjahuově vládě zastávala post ministryně pro seniory.
V říjnu 2020 u ní byla potvrzena nákaza nemocí covid-19. Domnívala se, že se infikovala od svého řidiče a úřadům (údajně záměrně) zatajila svou cestu z Tel Avivu za rodinou do Tiberiady během svátku Jom kipur, jelikož tak porušila pravidla plošné karantény. Ministryně se omluvila a nabízela zaplacení pokuty, ozývaly se však i hlasy požadující její odstoupení.

### Plán nuceného vysídlení palestinského obyvatelstva Gazy
V říjnu 2023 jí vedené ministerstvo vypracovalo dokument doporučujécí nucené vysídlení Palestinců z Pásma Gazy, kterých zda žije asi 2,3 milionu, do Egypta, na Sinajský poloostrov. Dokument upozorňuje na předpokládané obtíže mezinárodního schválení, ale vyhnání ospravedlňuje jako řešení problému uprchlíků hledajících úkryt před válkou. Informaci přinesl server The Times of Israel. Palestinci plán odmítají, stejně jako Egypt. Izraelská vláda význam dokumentu snižuje, premiér Benjamin Netanjahu tvrdí, že materiál představuje „počáteční úvahy“ týkající se této otázky, kterými se teď úřady nezabývají.